# Amata natalii
Amata natalii là một loài bướm đêm thuộc phân họ Arctiinae, họ Erebidae.